# Horinger
Horinger är ett härad som lyder under tegionhuvudstaden Hohhots stad på prefekturnivå i den autonoma regionen Inre Mongoliet i norra Kina.